# Station Berezów
Station Berezów is een spoorwegstation in de Poolse plaats Suchedniów.